# Јохан Фридрих Дифенбах
Јохан Фридрих Дифенбах (Кенигсберг, 1. фебруар 1792 — 11. новембар 1847, Берлин) био је немачки хирург, ученик Вон Графа, добровољац у рату против Наполеона, главни хирург у берлинској болници и професор на универзитету у Берлину. Остаће запамћен као први хирург у Берлину који је од 1829. године почео да рутински примењује реконструктивну хирургију, пре свега у лечењу болести носа и усана, а потом и тетива и коже. Његови постулати у секундарној естетској и функционалној ринопластици примењује се у скоро неизмењеном облику и данас.

## Живот и каријера
Рођен је у Калињинграду, 1. фебруар 1792. године у коме је провео детињство у јако тешким условима због прераног губитка оца. Као и његов отац, најприје је студирао теологију у немачком граду Ростоку, а касније у Грајфсвалду, тада шведском граду.
У време ослободилачког рата који је Немачка водила против Наполеона учествовао је као добровољац у Мекленбургу. По завршетку рата, студирао је медицину од 1816 до 1820. године, и паралелно радио у Königsberg са анатомом вон Бером и хирургом К. Унгером. Већ тада је покушавао да обави трансплантацију косе и трепавица.
По завршетку студија понуђено му је место у канцеларију тужиоца у Königsberg-у, али је он то одбио и отишао у Бон 1820. године, вероватно и зато што је против њега као суоснивача братства у Königsberg-у, била покренута истрага, која је касније обустављена.
У Бону је пао под утицај познатог мајстора хирургије Филипа Франца вон Валтера, који је у Дифенбаху препознао духовиту особу генијалног дара за хирургију и слободног мишљења. У Бону ме смао да је стекао многе пријатеље и поштоваоце већ је постао и Валтеров омиљени ученик, који му је због тешке финансијске ситуације, помогао својом препоруком да постане доктор руске принцезе Проташове, којој је обавио операцију ока.
Током једног од путовање и дужег боравка у Париз, срео се и сарађивао са познатим хирурзима Ларејом и Боиером и Бојером и физиологом Ф. Магжендијеом. Како том сарадњом није био претерано одушевљен, одлучио је да напусти Париз и врати се у Немачку.
По повратку у Немачку 1822. у Вирцбургу, је стекао докторат (након одбране дисертације под називом:  Nonnulla de regeneratione et transplantatione). У овом граду сусретао се са оснивачем анатомско-физиолошке школе Schule I. Döllinger-ом, познатим интернистом L. Schönlein-ом, хирургом C. von Textor-ом и акушером J. d'Outrepont-ом. Међутим односи са L. Schönlein-ом били су од великог значаја за каснији рад Дифенбах.
Како још увек није положио државни испит (који се у оно време у Прусија могао положити само у Берлину), коначно се Дифенбах преселио у Берлин да би у њему положио државни испит након обављена 26 семестара у 32. години живота.
Убрзо након што је у Берлину постао познат као оператор пластичар следила су бројна постављења; 1830. постао је главни хирург у берлинској болници; 1832. професор на универзитету у Берлину; и 1840. директор клиничке хирургије у Берлину. Током рада у Берлину посебно се истакао као хирург и уметник за обликовање трансплантацијом нових носова и усана.

## Дело
Као доктор и хирург у Берлину, Дифенбах је отпочео свој нови живот, који се у стручном погледу одвијао у две фазе.
- Први период — обухвата рад на трансплантацији и пластичној хирургији у којој се посебно истако у као уметник у формирању нових носева и усана, применом метода трансплантације.
- Дуги период — обухвата развој хируршких метода — тенотомије (хирургије тетива). Након тога уследио је рад на усвршавању шава непца.

Током 1828. године појавила се и његова прва научна публикација о реконструкцији носа у којој је приказан нови начин лечења ектропије (пластична хирургија очног капака).
Свој целокупни рад и стечено искуство у пластичнох хирургији Јохан Фридрих Дифенбах је сумирао у делу објављеном под под насловом Хируршка искуства, посебно о обнови људског тела новим методама
Многи његови радови који су преведени на све светске језике допринели су његовој међународној слави, а његове методе у пластичној хирургији постале су бесмртне. Ипак трајни утисак који је он оставио на друге лекаре, мање је био заснован на његовом великом учењу већ на прелепом шарму његове личности од којег нико није могао да побегне. Био је не само стручан већ и веома љубазан, и један од задивљујућих учитеља, посвећен не само животу за медицину већ и склоности према племенитим коњима, и другим областима живљења.

## Дифенбахова медаља
Од 1989. године, Немачко друштво за пластичну, реконструктивну и естетске хирургу додељује Диефенбахову медаљу у спомен на пионира пластичне хирургије Јохана Фридриха Дифенбах. Њом се одаје призање личностима које су дале изузетан допринос у развоју пластичној и естетској хирургији.
Медаљу је дизајнирао Фриедрих Бекер.